# Speisendorf
Speisendorf ist eine Ortschaft und eine Katastralgemeinde der Stadtgemeinde Raabs an der Thaya im Bezirk Waidhofen an der Thaya im niederösterreichischen Waldviertel mit 78 Einwohnern (Stand 1. Jänner 2025). Bis Ende 1970 war Speisendorf eine eigenständige Gemeinde.

## Geografie
Der Ort liegt an einem Hang westlich der Thaya zwischen Karlstein und Raabs an der Thaya. Zur Ortschaft zählt auch das Jagdhaus Valerienau im Westen. Am 1. April 2020 umfasste die Ortschaft 75 Adressen. Im Westen befindet sich der Häuslberg (610 m ü. A.), auf dessen Gipfel im 18. Jahrhundert ein Eremit lebte.

## Geschichte
Erstmals urkundlich wurde die Siedlung im Jahr 1204 erwähnt. Es gab hier früher auch einen Adelssitz, der nach 1300 nicht mehr erwähnt wurde und heute nur mehr über Schriftstücke erschlossen werden kann. Die um 1200 errichtete Speisendorfer Mühle verfügte um 1800 über drei Mahlgänge.
Im Jahr 1822 wurde der Ort als Dorf mit 38 Häusern genannt, das über eine Pfarre und eine Schule verfügte. Die Herrschaft Weinern besaß die Ortsobrigkeit, übte die Landgerichtsbarkeit aus und besorgte die Konskription. Die Untertanen und Grundholde des Ortes gehörten der Herrschaft Weinern sowie den Pfarren Grünbach und Raabs.

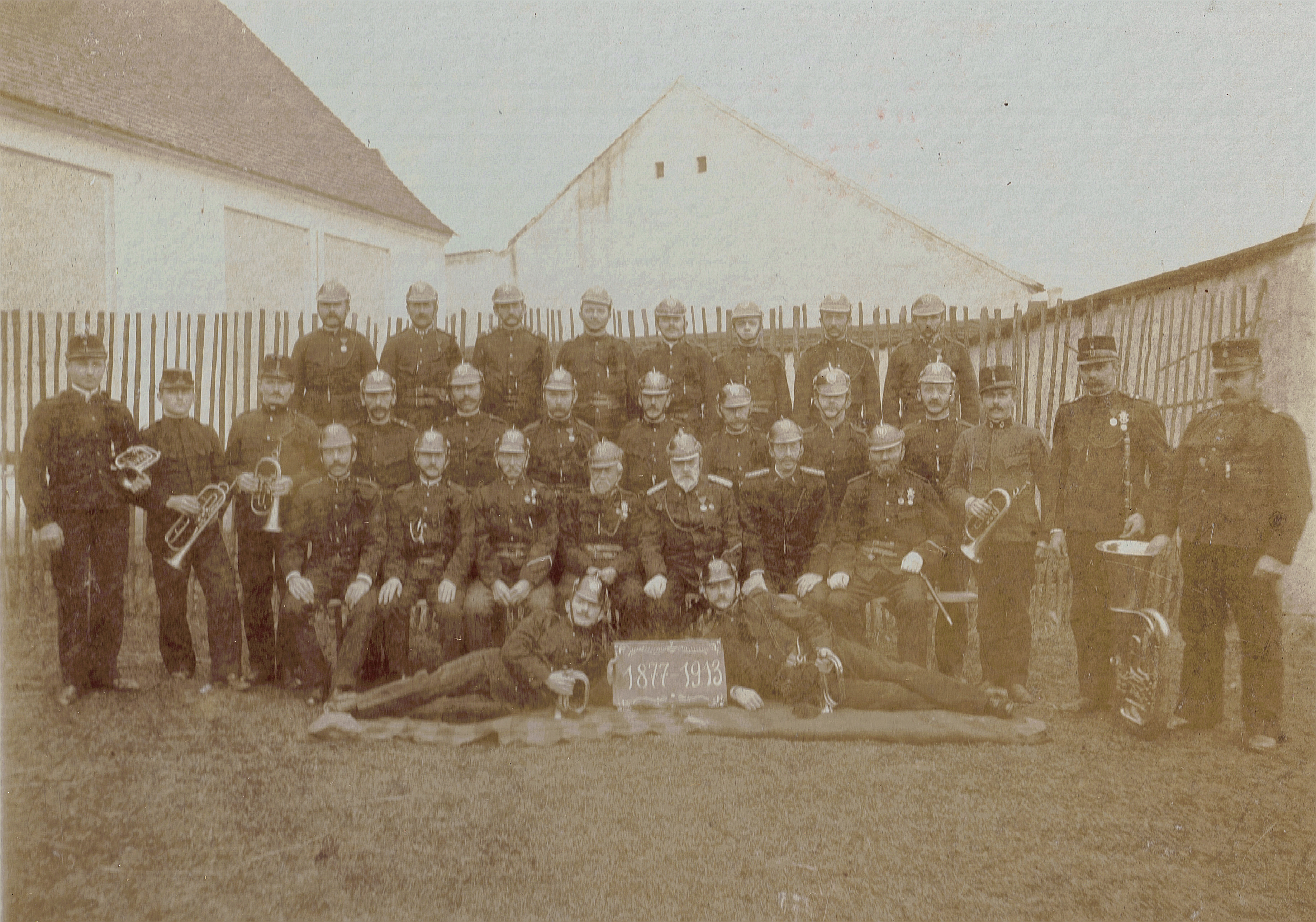
Mannschaftsfoto der Freiwilligen Feuerwehr Speisendorf 1913

Die Markterhebung erfolgte 1837. Markttage sind der 4. Mai und der 6. Dezember. Marktveranstaltungen finden schon länger keine mehr statt.
Am 5. März 1877 erfolgte die Gründung der Freiwilligen Feuerwehr Speisendorf. Bei der Generalversammlung am 14. Jänner 1883 erfolgte die Wahl des Kommandos. Nachfolgend beschloss die Versammlung, dem Niederösterreichischen Landes-Feuerwehr-Verband beizutreten.
1919 erfolgte die Lostrennung der Gemeinde Pommersdorf von der Gemeinde Speisendorf. Der Niederösterreichische Landtag beschloss, die Ortsgemeinde Speisendorf in zwei selbständige Ortsgemeinden zu teilen, von denen die eine die bisherige Katastralgemeinden Liebnitz und Speisendorf, die andere die bisherige Katastralgemeinde Pommersdorf zu umfassen hat.
1924 erfolgte die Stromversorgung in Form von Wechselstrom/Drehstrom vom Elektrizitätswerk Riedmühle in Ober-Grünbach, welche die Versorgung durch Gleichstrom von der Kittingermühle ablöste.
Laut Adressbuch von Österreich waren im Jahr 1938 in der Ortsgemeinde Speisendorf drei Bäcker, ein Eisenwarenhändler, zwei Fleischer, drei Gastwirte, zwei Gemischtwarenhändler, eine Mühle mit Sägewerk, ein Schmied, drei Schneider, zwei Schuster, ein Stechviehhändler, ein Tischler, ein Zuckerbäcker und mehrere Landwirte ansässig. In der Katastralgemeinde Speisendorf mit Valerienau und Liebnitz mit Liebnitzmühle waren 445 Einwohner ansässig. Im Rahmen der Niederösterreichischen Kommunalstrukturverbesserung trat die damalige Gemeinde Speisendorf per 1. Jänner 1971 der Stadtgemeinde Raabs an der Thaya bei.
2021 wurde die Freiwillige Feuerwehr Pommersdorf in die FF Speisendorf eingegliedert.

## Siedlungsentwicklung
1831 wird Speisendorf beschrieben als ein Dorf von 54 Häusern, mit der nächsten Poststation Göpfritz. Die Bevölkerung begründete sich damals in 71 Familien, welche 125 männliche, 152 weibliche Personen und 22 Schulkinder zählten. Der Viehstand beträgt 5 Pferde, 60 Ochsen, 49 Kühe, 84 Schafe, 9 Ziegen und 34 Schweine, beschrieb Franz Xaver Schweickhardt im 19. Jahrhundert den Ort.
Zum Jahreswechsel 1979/1980 befanden sich in der Katastralgemeinde Speisendorf insgesamt 79 Bauflächen mit 46.344 m² und 89 Gärten auf 47.249 m², 1989/1990 gab es 79 Bauflächen. 1999/2000 war die Zahl der Bauflächen auf 133 angewachsen und 2009/2010 bestanden 95 Gebäude auf 203 Bauflächen.

### Gebäude mit historischer Funktion

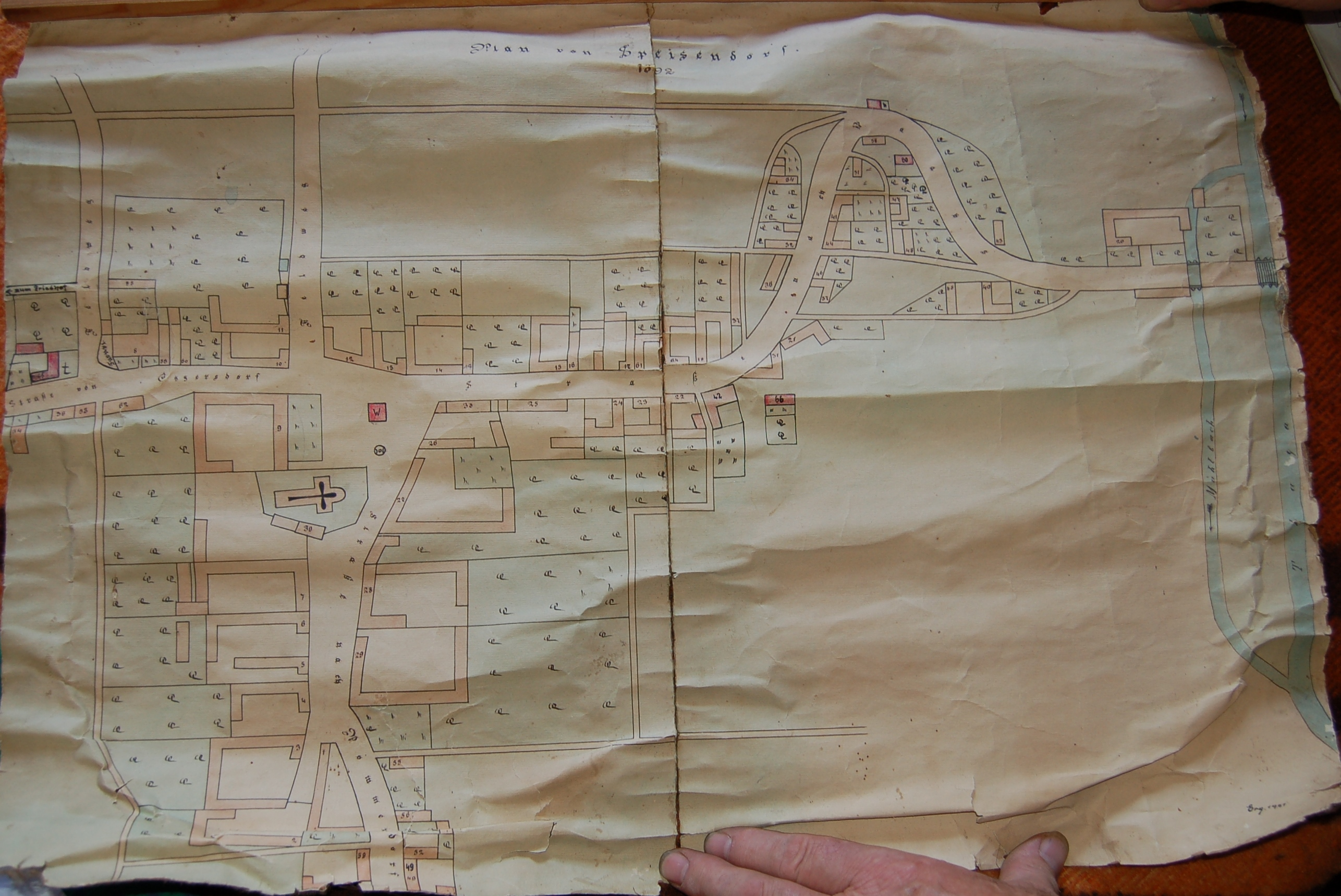
Plan von Speisendorf von 1892

Nr. 3: Ehemalige Volksschule bis 1971 (im Jahre 1787 wurde das Schulhaus an dem westlichen Ende des Dorfes neu erbaut, das alte aber neben dem Pfarrhofe niedergerissen)
Nr. 5: Ehemalige Greißlerei, sie wurde von der Frau Emma Pfeiffer bis ins hohe Alter betrieben. Die Ladeneinrichtung befindet sich im Stadtmuseum Waidhofen an der Thaya.
Nr. 7: Ehemalig Stechviehhändler
Nr. 7a: Zeughaus der Freiwilligen Feuerwehr
Nr. 8: Ehemaliges Gasthaus, Fleischer, kaiserlich-königliches Postamt
Nr. 9: Ehemalige Bäckerei
Nr. 15: Ehemaliger Friseur
Nr. 16: Ehemaliges Gasthaus (Gebäude nicht mehr erhalten)
Nr. 23: Ehemalige Mühle, Sägewerk, Kleinkraftwerk ()
Nr. 35: Ehemaliges Postamt
Nr. 39: Ehemalige Bäckerei, später Greißlerei
Nr. 41: Ehemalige Schneiderei
Nr. 43a: Gemeindehaus, früher Arzthaus, später Bank, derzeit von der Freiwilligen Feuerwehr-Speisendorf genutzt
Nr. 44: Ehemalige Greißlerei, Eisenwarenhandlung
Nr. 45: Ehemalige Fleischerei, Gasthaus
Nr. 54: Ehemalige Bäckerei (Gebäude nicht mehr erhalten)
Nr. 56: Ehemalige Tischlerei, Tankstelle, Poststelle
Nr. 60: Pfarrhof, zweigeschoßig, barock
Nr. 64: Ehemaliger Zuckerbäcker
Quellen: Adressbuch von Österreich, Ortschronik, Kirchenbücher Speisendorf, Österreichischer Zentralkataster sämtlicher Handels-, Industrie- und Gewerbebetriebe 1903

## Kultur und Sehenswürdigkeiten

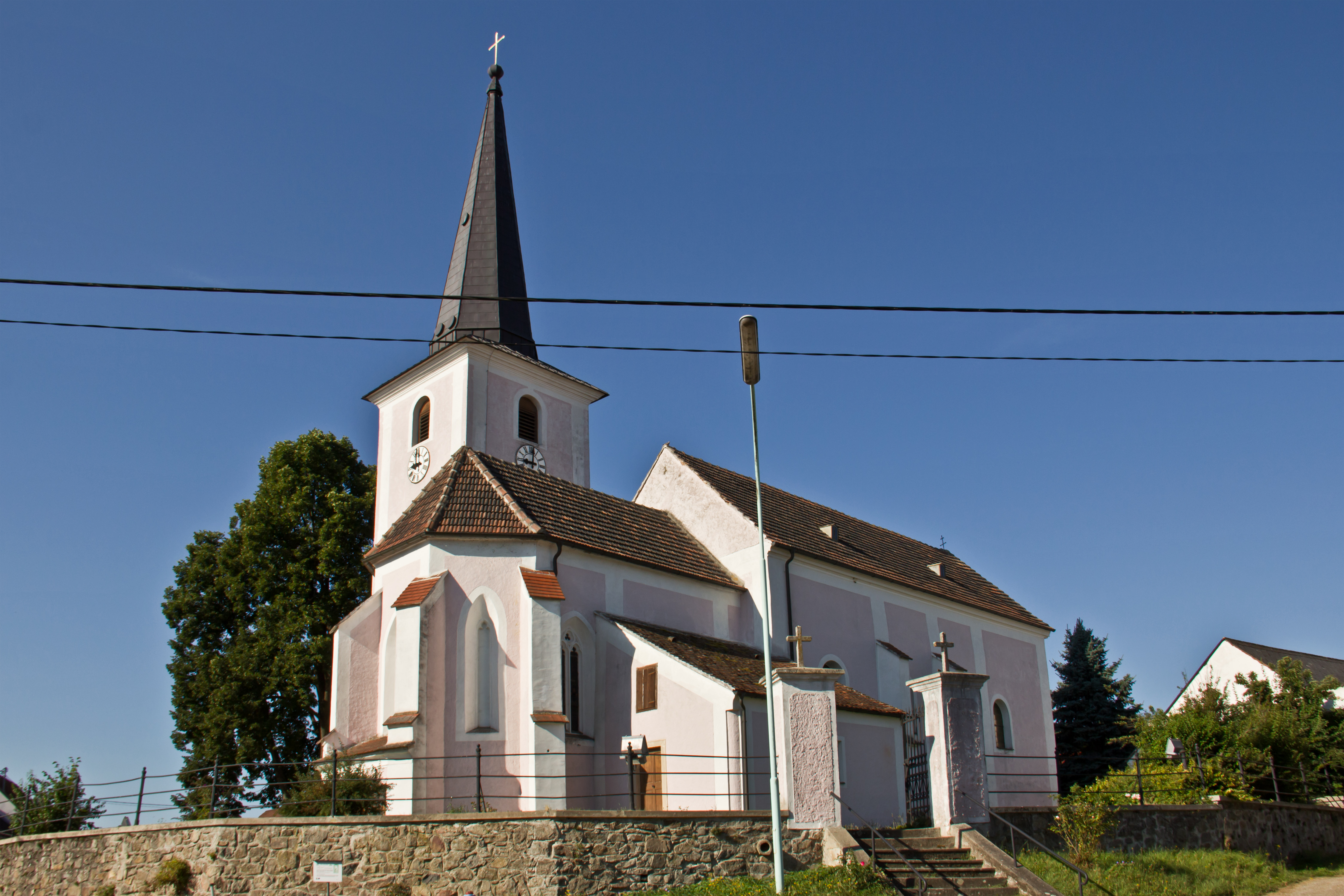
Pfarrkirche Speisendorf

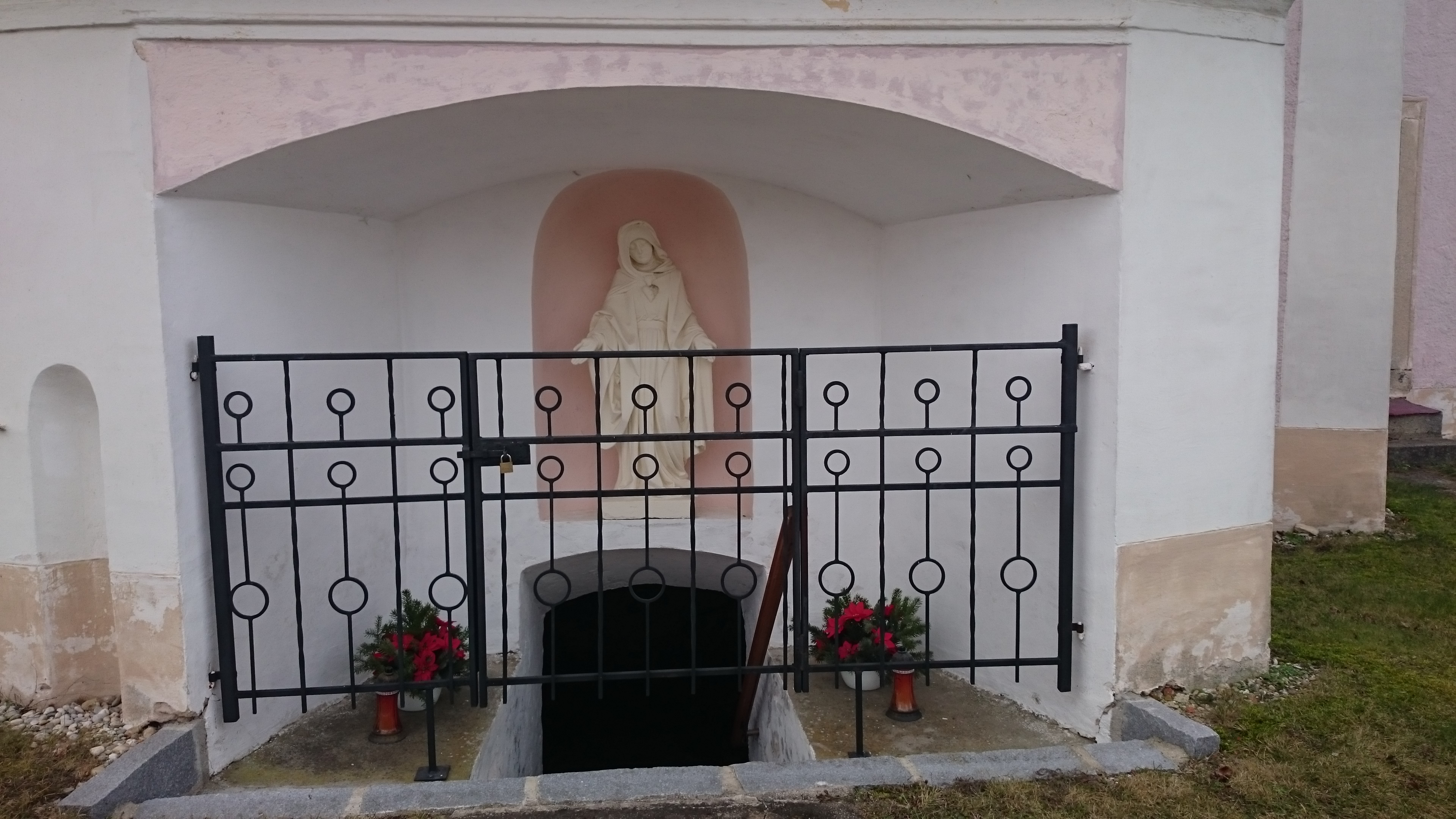
Abgang zu dem unter dem Chor der Pfarrkirche Speisendorf liegenden Brunnenraum

- Katholische Pfarrkirche Speisendorf hl. Nikolaus: erbaut 1335. Der Baukern ist romanisch, später wurde sie barockisiert mit gotischem Chor (14./15. Jahrhundert) und Turm an der Südseite. Ursprünglich war die Kirche ein Wallfahrtsort. Im Osten der Kirche befindet sich ein Abgang zu dem unter dem Chor liegenden Brunnenraum (ursprünglich Wallfahrtsfunktion).

- Südlich des Ortes steht ein Steinhochkreuz aus dem 19. Jahrhundert ().[18][21]

### Sage
Die Zeitung „Der Bote aus dem Waldviertel“ erzählt in der Ausgabe vom 15. Juli 1898 die Sage zur Entstehung des Ortsnamens.
Unter dem Hochaltare ist eine Höhlung und in der Höhlung befindet sich ein Brünndl. Dasselbe soll durch den heiligen Nikolaus zuerst entdeckt worden sein und seit der Zeit ist sein Wasser heilsam gegen Augen-, Ohren- und Fußleiden. Zu Folge dessen sind die Menschen weit und breit nach Speisendorf gewallfahrtet. Weil hier die Menschen vom heiligen Wasser des Brünndle gespeist worden sind, hat der Ort den Namen Speisendorf erhalten. Später ist die Kirche gebaut worden, aber dadurch hat das Brünndl viel von seiner Kraft verloren und die Wallfahrten sind nach und nach abgekommen.

## Bodennutzung
Speisendorf ist landwirtschaftlich geprägt. 336 Hektar wurden zum Jahreswechsel 1979/1980 landwirtschaftlich genutzt und 281 Hektar waren forstwirtschaftlich geführte Waldflächen. 1999/2000 wurde auf 337 Hektar Landwirtschaft betrieben und 283 Hektar waren als forstwirtschaftlich genutzte Flächen ausgewiesen. Ende 2018 waren 320 Hektar als landwirtschaftliche Flächen genutzt und Forstwirtschaft wurde auf 294 Hektar betrieben. Die durchschnittliche Bodenklimazahl von Speisendorf beträgt 34 (Stand 2010).

## Verkehr
Speisendorf war niemals an bedeutenden Verkehrswegen angeschlossen. Das Dorf wird von keiner Bundesstraße, wohl aber von mehreren Landesstraßen berührt. Speisendorf lag auch niemals an einer Bahnstrecke. Der nächstgelegene Bahnhof lag mehr als 6 Kilometer entfernt in Raabs, Endpunkt der Lokalbahn Göpfritz–Raabs. Heute befindet sich der nächstgelegene Bahnhof 20 Kilometer entfernt in Göpfritz an der Wild.